# Mata dos Godoy
Mata dos Godoy är ett naturreservat i Brasilien.   Det ligger i kommunen Londrina och delstaten Paraná, i den södra delen av landet, 900 km söder om huvudstaden Brasília.
Omgivningarna runt Mata dos Godoy är en mosaik av jordbruksmark och naturlig växtlighet. Runt Mata dos Godoy är det ganska glesbefolkat, med 23 invånare per kvadratkilometer.